# Aleksander Ford
Pour les articles homonymes, voir Ford (homonymie).
Aleksander Ford, né Mosze Lifszyc le 24 novembre 1908 à  Łódź et mort le 4 avril 1980 à Naples en Floride, est un réalisateur et scénariste polonais. Il est considéré comme l’un des plus grands réalisateurs dans son pays, "père" de la cinématographie polonaise d'après-guerre.

## Biographie
Aleksander Ford suit des cours d'histoire de l'art à l'Université de Varsovie. Il débute avec des courts-métrages documentaires sur des thématiques sociales : A l'Aube, Le pouls du Manchester polonais. En 1930, à vingt-deux ans il réalise son premier long métrage, encore muet, intitulé Mascotte. La même année, il se joint au mouvement START, fondé notamment par Wanda Jakubowska et Eugeniusz Cękalski, qui défend un cinéma engagé, expérimental et artistique, indépendant des capitaux privés et des structures industrielles existantes. En 1935, Ford cofondera avec des membres du START la Coopérative d'auteurs de films (Spółdzielnia Autorów Filmowych, SAF).  
Son film Légion de la rue (Legion ulicy, 1932) sur les vendeurs de journaux à la criée le rend célèbre. La même année, Ford se rend en Palestine pour réaliser une série de films documentaires sur les colons juifs : Sabra, Les Chroniques de Palestine et Makabiada. Sabra, son premier film de fiction est également le premier film parlant réalisé en hébreu. Les principaux rôles sont tenus par les acteurs du théâtre Habima de Tel-Aviv, dont la grande figure du théâtre israélien Hanna Robina.  
En 1935, Ford réalise un documentaire romancé en yiddish intitulé Mir kumen on (Nous arrivons) sur le sanatorium Vladimir Medem près de Varsovie, qui accueille des enfants juifs issus de familles pauvres et de l’intelligentsia.Tourné à la demande du Bund, le mouvement socialiste juif, le film valorise le modèle médical et pédagogique qui est mis en place dans cette institution, afin de récolter les fonds nécessaires à son fonctionnement.  Bien que le film soit interdit en Pologne car considéré comme de la propagande du communisme, il circule cependant librement à l'étranger.
En 1938, il réalise avec Jerzy Zarzycki Les gens de la Vistule, acclamé par la critique.
Ford passe la Seconde Guerre mondiale en URSS où il réalise des films d'instruction pour l'armée aux studios de Minsk et de Tachkent (1940-1943). Il refuse de rejoindre l'armée polonaise constitué en 1941-42 en URSS par le général Anders, par contre il s'engage en 1943, dans la 1re division d'infanterie Tadeusz Kościuszko formée au sein de l'Armée rouge  où il constitue avec Jerzy Bossak l'équipe des reporters cinématographiques dont il sera directeur artistique et commandent militaire. Ford sera le co-organisateur de la cinématographie polonaise d'après-guerre et le premier directeur de l'entreprise Film Polski (1945-1947). 
Dans les années 1948-68, il enseigne à l'École nationale de cinéma de Łódź et il est le directeur artistique de l'ensemble filmique Blok (1948-49) puis Studio (1955-68). 

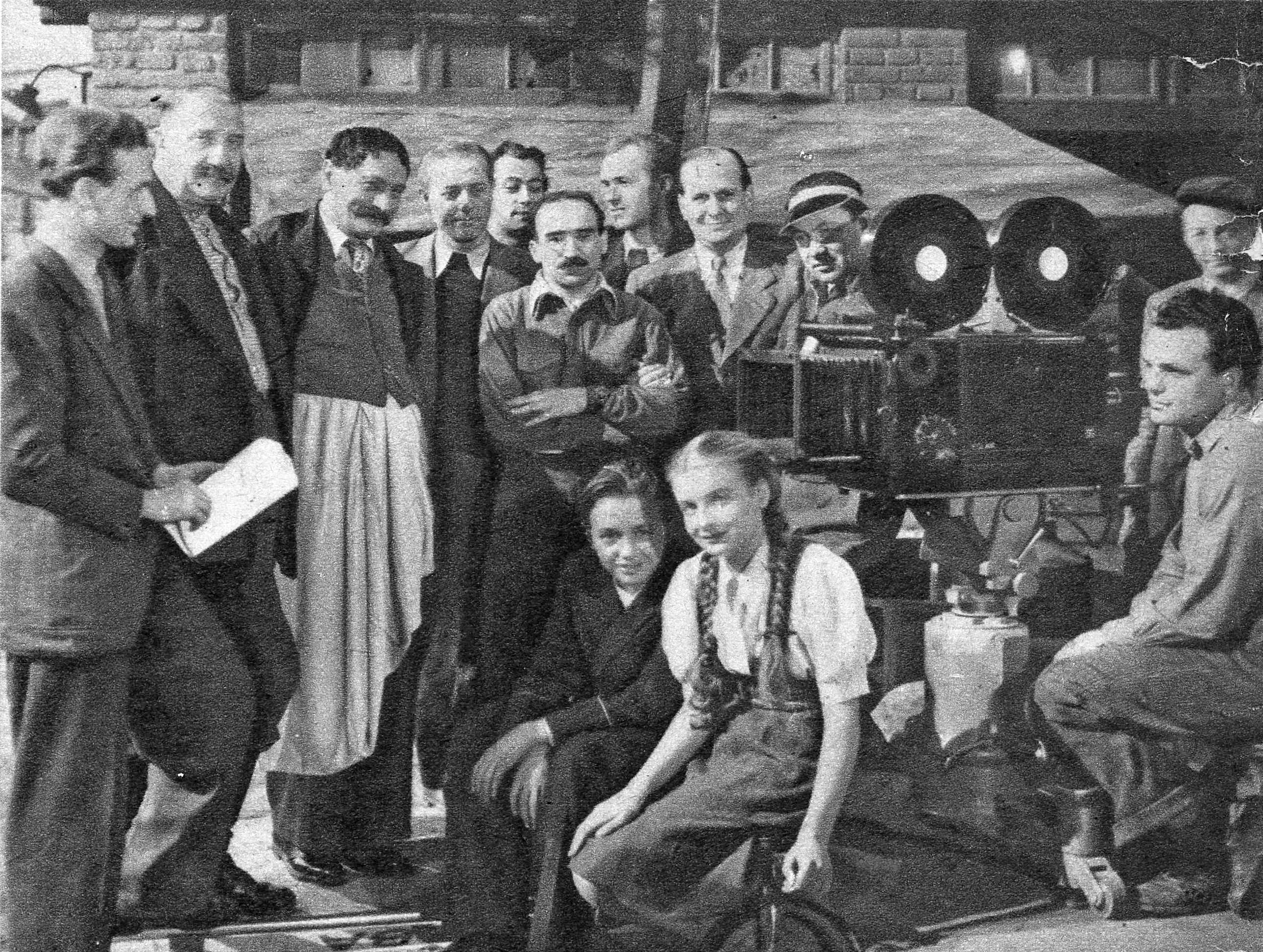
Aleksander Ford et l'équipe du film La vérité n’a pas de frontières

Son Majdanek, cimetière de l'Europe (1944), est le premier documentaire sur les camps de concentration. Tourné dès la libération du camp de Majdanek par l'Armée rouge, il constitue un « bouleversant témoignage sur les atrocités nazies et les déportés libérés ».  La vérité n’a pas de frontières (Ulica Graniczna) qu'il réalise en 1948 est le premier long métrage sur la destruction du ghetto de Varsovie. Le film est primé au festival de film à Venise. 
Son film suivant, Les cinq de la rue Barska, dans lequel cinq jeunes adolescents polonais dans Varsovie en ruines peinent à s'adapter à la nouvelle réalité de l'après-guerre, remporte le prix spécial du jury et le prix international au Festival de Cannes de 1954.  
En 1958, Ford tourne Huitième jour de la semaine. C'est une adaptation du livre de Marek Hłasko, auteur déjà considéré comme dissident, qui dénonce les conditions de vie des jeunes dans la Pologne de la fin des années cinquante quand la promiscuité interdit toute intimité et hypothèque l’avenir, laissant comme seule évasion possible la noyade dans la vodka. Le film, une chose rare à l'époque, est une coproduction avec la CCC-Film, société de l'Allemagne de l'Ouest  dirigée par Artur Brauer, originaire de Łódź, et son casting réuni, entre autres, Zbigniew Cybulski et l'actrice allemande Sonja Ziemann. Cependant, critiqué par l'auteur comme une version trop sucrée et par les autorités communistes comme pessimiste et dénigrant la Pologne socialiste, le film est arrêté par la censure et ne sortira pas en salles avant 1983. 
En 1960, Ford réalise Les Chevaliers teutoniques (Krzyżacy), adapté du roman éponyme de Henryk Sienkiewicz, un véritable blockbuster qui nécessite 28 000 costumes, 10 000 figurants et 470 chevaux. Un des premiers film polonais en couleur réalisé dans le système Dyaliscope et sur la pellicule Eastmancolor, cette grande fresque historique est également l'un des plus grands budgets du cinéma polonais. il est aussi un énorme succès populaire qui enregistre plus de 33 millions d'entrées en Pologne. Il raconte un épisode de la guerre qui opposa en Moyen Âge la Pologne à l'ordre religieux et militaire des Chevaliers Teutoniques et se termina par l'écrasement de ces derniers à la bataille de Grunwald en 1410.  
Après ce succès, Alexander Ford ne tournera plus qu'un seul film en Pologne - Le dernier jour de la liberté (1964) avec dans les rôles principaux Tadeusz Łomnicki et Beata Tyszkiewicz. À la fin des années 60, pendant la campagne antisémite du gouvernement de Władysław Gomulka Ford est vivement critiqué par les autorités communistes. Son film Docteur Korczak est suspendu et son équipe de studio dissoute. Ford ne quitte la Pologne qu’en mars 1969. Il est désormais interdit de mentionner son nom dans les médias. Ford part d'abord en Israël, puis à l’Allemagne de l'Ouest et au Danemark. En exil, il réalise en 1973 une adaptation cinématographique du livre d'Alexandre Soljenitsyne Le premier Cercle, qui décrit les années que l’écrivain a passées dans les camps de travail du régime stalinien en tant que prisonnier politique. En 1975, il reprend son projet sur Janusz Korczak et réalise The martyr, Dr Korczak
Sa femme Eleanor Griswold le rejoint à l'étranger puis le quitte et part avec leurs enfants pour les États-Unis et demande le divorce. Ford va aux États-Unis uniquement pour se suicider en 1980 à l’âge de 72 ans, dans un motel dans la ville de Naples  où vit sa famille. Plus tôt, il a enregistré une cassette d'adieu pour sa fille et sa femme.  

### Vie privée
En 1930, Aleksander Ford épouse la scénariste Olga Mińska (de son vrai nom Janina Wieczerzyńska) avec qui il a un fils, Aleksander (1944-2012). Après son divorce, il épouse une actrice américaine de trente ans sa cadette Eleanor Griswold avec qui il a trois enfants : Konstancja (née en 1961), Roman (1964) et Justyna (1966). 

## Filmographie

### Courts métrages documentaires
- 1929 :  A l'Aube (Nad ranem)
- 1930 :  Le pouls du Manchester polonais (Tętno polskiego Manchesteru)
- 1930 : Narodziny i życie gazety
- 1935 : Na start
- 1937 : Społem
- 1943 : Przysięgamy ziemi polskiej

### Longs métrages
- 1930 : Mascotte
- 1932 : Légion de la rue (Legion ulicy)
- 1933 : Sabra
- 1934 : Le réveil (Przebudzenie)
- 1935 : Miłość maturzystki
- 1935 : Nie miała baba kłopotu
- 1936 : Nous arrivons (Mir kumen on)
- 1938 : Les gens de la Vistule (Ludzie Wisły)
- 1945 : Majdanek, cimetière de l'Europe (Majdanek - cmentarzysko Europy) (documentaire)
- 1948 : La vérité n'a pas de frontière (Ulica graniczna)
- 1952 : La Jeunesse de Chopin (Młodość Chopina)
- 1954 : Les Cinq de la rue Barska (Piątka z ulicy barskiej)
- 1958 : Le Huitième jour de la semaine (Ósmy dzień tygodnia)
- 1960 : Les Chevaliers teutoniques (Krzyżaccy)
- 1964 : Le Premier Jour de la liberté (Pierwszy dzień wolności)
- 1966 : Un médecin constate Der Arzt stellt fest...
- 1973 :  Le premier Cercle (Den foerste kreds)
- 1975 :  The martyr, Dr Korczak Sie sind frei, Doktor Korczak

## Récompenses et distinctions
- Prix International pour Les Cinq de la rue Barska au Festival de Cannes 1954
- Nomination au Festival de Cannes 1965 de : Le Premier Jour de la liberté
- Décoré dans l'ordre de la Bannière du Travail
- Commandeur dans l'ordre Polonia Restituta